# San Diego (Texas)
San Diego é uma cidade localizada no estado norte-americano do Texas, no Condado de Duval e Condado de Jim Wells.

## Demografia
Segundo o censo norte-americano de 2000, a sua população era de 4753 habitantes.
Em 2006, foi estimada uma população de 4546, um decréscimo de 207 (-4.4%).

## Geografia
De acordo com o United States Census Bureau tem uma área de
4,2 km², dos quais 4,2 km² cobertos por terra e 0,0 km² cobertos por água. San Diego localiza-se a aproximadamente 96 m acima do nível do mar.

## Localidades na vizinhança
O diagrama seguinte representa as localidades num raio de 20 km ao redor de San Diego.